# 치마버섯
치마버섯(학명: Schizophyllum commune)은 담자균류 주름버섯목 치마버섯과의 버섯이다. 치마버섯은 나무에 붙어 기생해서 생활한다. 갓의 지름은 1~3 cm로 부채형이다. 갓표면은 흰색 또는 회색, 회갈색이다. 갓둘레는 불규칙하게 갈라진다.

## 식용 여부
향기와 맛이 좋은 식용버섯이다 중국에서는 건강에 매우 좋다하여 백삼이라고도 불린다.